# II. Nofermaat
Nofermaat (nfr-m3ˁ.t, „az igazság szép”, „Maat szép” vagy „Tökéletes igazság(gal)”) ókori egyiptomi herceg és vezír a IV. dinasztia idején; Sznofru fáraó unokája, Nofretkau hercegnő fia. Unokaöccse az első Nofermaat vezírnek. Bár csak fáraó unokája volt, viselte a „király vér szerinti fia” címet (ahogy unokafivére, Hemiunu is). Sírja a Hufu piramisához közeli, gízai G7060; itt és fia, Sznofruhaf közeli sírjában (G7070) is említik, hogy Nofretkau fia. Valószínűleg anyjáé a közeli G7050 sír. Fia szarkofágja Kairóban található.